# Prima Divisione Marche 1949-1950
La Prima Divisione fu il massimo campionato regionale di calcio disputato nelle Marche nella stagione 1949-1950.
Il campione regionale fu promosso, mentre le peggiori squadre scendevano in Seconda Divisione.

## Girone A

### Squadre partecipanti
| Club                                  | Città                    | Stagione precedenti |
| ------------------------------------- | ------------------------ | ------------------- |
| S.P. Alma Juventus Fano (B = riserve) | Fano (PS)                |                     |
| A.S. Biagio Nazzaro                   | Chiaravalle (AN)         |                     |
| Cabernardi                            | Sassoferrato (AN)        |                     |
| S.S. Spes Corinaldo                   | Corinaldo (AN)           |                     |
| A.S. Cupramontana                     | Cupramontana (AN)        |                     |
| S.S. Enzo Andreanelli                 | Ancona                   |                     |
| U.S. Falco                            | Acqualagna (PS)          |                     |
| S.S. Falconarese                      | Falconara Marittima (AN) |                     |
| U.S. Fermignanese                     | Fermignano (PS)          |                     |
| U.S. Pergolese                        | Pergola (PS)             |                     |
| A.S. Urbino                           | Urbino                   |                     |
| S.S. Vis (B = riserve)                | Pesaro                   |                     |

### Classifica
|  | Pos. | Squadra             | Pt       | G  | V  | N | P  | GF | GS | DR |
|  | ---- | ------------------- | -------- | -- | -- | - | -- | -- | -- | -- |
|  | 1.   | Falconarese         | 36       | 20 | 16 | 4 | 0  | 70 | 10 |    |
|  | 2.   | Falco               | 30       | 20 | 13 | 4 | 3  | 42 | 19 |    |
|  | 3.   | Biagio Nazzaro      | 29       | 20 | 13 | 3 | 4  | 44 | 32 |    |
|  | 4.   | Fermignanese        | 20       | 20 | 9  | 2 | 9  | 31 | 21 |    |
|  | 5.   | Spes Corinaldo (-1) | 19       | 20 | 9  | 2 | 9  | 35 | 33 |    |
|  | 6.   | Pergolese           | 19       | 20 | 6  | 7 | 7  | 23 | 26 |    |
|  | 7.   | Cabernardi          | 18       | 20 | 8  | 2 | 10 | 28 | 36 |    |
|  | 8.   | Urbino              | 15       | 20 | 7  | 1 | 12 | 32 | 42 |    |
|  | 9.   | Vis Pesaro B        | 12       | 20 | 5  | 2 | 13 | 15 | 41 |    |
|  | 10.  | Enzo Andreanelli    | 11       | 20 | 4  | 3 | 13 | 20 | 39 |    |
|  | 11.  | Fano B              | 10       | 20 | 4  | 2 | 14 | 25 | 66 |    |
|  | --   | Cupramontana        | Ritirato |    |    |   |    |    |    |    |

Legenda:

      Ammesso alle finali regionali.
      Retrocesso in Seconda Divisione.
      Ritirato dal campionato.
Regolamento:

Due punti a vittoria, uno a pareggio, zero a sconfitta.
Pari merito in caso di pari punti e spareggi in caso di pari punti in zona promozione e retrocessione.
Note:
Corinaldo ha scontato 1 punto di penalizzazione in classifica per una rinuncia.

## Girone B

### Squadre partecipanti
| Club                             | Città                 | Stagione precedenti |
| -------------------------------- | --------------------- | ------------------- |
| G.S. Castelfidardo (B = riserve) | Castelfidardo (AN)    |                     |
| S.S. Ennio Passamonti            | Camerino (MC)         |                     |
| U.S. Filottranese                | Filottrano (AN)       |                     |
| Frontalini                       | Numana (AN)           |                     |
| U.S. Loreto                      | Loreto (AN)           |                     |
| U.S. Osimana                     | Osimo (AN)            |                     |
| Pioraco                          | Pioraco (MC)          |                     |
| U.S. Portocivitanovese           | Porto Civitanova (MC) |                     |
| S.S. Portorecanati               | Porto Recanati (MC)   |                     |
| Potentina                        | Potenza Picena (MC)   |                     |
| U.S. Recanatese                  | Recanati (MC)         |                     |
| Virtus                           | ?                     |                     |

### Classifica
|  | Pos. | Squadra           | Pt | G  | V | N | P | GF | GS | DR |
|  | ---- | ----------------- | -- | -- | - | - | - | -- | -- | -- |
|  | 1.   | Osimana           | 37 | 22 |   |   |   |    |    |    |
|  | 2.   | Ennio Passamonti  | 31 | 22 |   |   |   |    |    |    |
|  | 3.   | Recanatese        | 31 | 22 |   |   |   |    |    |    |
|  | 4.   | Frontalini (-1)   | 26 | 22 |   |   |   |    |    |    |
|  | 5.   | Loreto            | 22 | 22 |   |   |   |    |    |    |
|  | 6.   | Portorecanati     | 22 | 22 |   |   |   |    |    |    |
|  | 7.   | Portocivitanovese | 18 | 22 |   |   |   |    |    |    |
|  | 8.   | Pioraco           | 17 | 22 |   |   |   |    |    |    |
|  | 9.   | Virtus            | 11 | 22 |   |   |   |    |    |    |
|  | 10.  | Filottranese      | 10 | 22 |   |   |   |    |    |    |
|  | 11.  | Castelfidardo B   | 9  | 22 |   |   |   |    |    |    |
|  | 12.  | Potentina         | 8  | 22 |   |   |   |    |    |    |

Legenda:

      Ammesso alle finali regionali.
      Retrocesso in Seconda Divisione.
Regolamento:

Due punti a vittoria, uno a pareggio, zero a sconfitta.
Pari merito in caso di pari punti e spareggi in caso di pari punti in zona promozione e retrocessione.
Note:
Frontalini ha scontato 1 punto di penalizzazione in classifica per una rinuncia.
21 punti mancanti dal computo totale.

## Girone C

### Squadre partecipanti
| Club                              | Città                         | Stagione precedenti |
| --------------------------------- | ----------------------------- | ------------------- |
| A.S. Ascoli (B = riserve)         | Ascoli Piceno                 |                     |
| S.S. Cuprense 1933                | Cupra Marittima (AP)          |                     |
| A.C. Elpidiense                   | Sant'Elpidio a Mare (AP)      |                     |
| A.C. Fermana (B = riserve)        | Fermo (AP)                    |                     |
| S.S. Robur                        | Grottammare (AP)              |                     |
| A.C. Maceratese (B = riserve)     | Macerata                      |                     |
| S.S. Pro Calcio                   | Ascoli Piceno                 |                     |
| U.S. Sambenedettese (B = riserve) | San Benedetto del Tronto (AP) |                     |
| S.S. San Crispino                 | Porto Sant'Elpidio (AP)       |                     |
| U.S. Sangiorgese                  | Porto San Giorgio (AP)        |                     |

### Classifica
|  | Pos. | Squadra    | Pt | G  | V | N | P | GF | GS | DR |
|  | ---- | ---------- | -- | -- | - | - | - | -- | -- | -- |
|  | 1.   | Cuprense   | ?? | 18 |   |   |   |    |    |    |
|  | 2.   | Elpidiense | ?? | 18 |   |   |   |    |    |    |
|  | 3.   | ???        | ?? | 18 |   |   |   |    |    |    |
|  | 4.   | ???        | ?? | 18 |   |   |   |    |    |    |
|  | 5.   | ???        | ?? | 18 |   |   |   |    |    |    |
|  | 6.   | ???        | ?? | 18 |   |   |   |    |    |    |
|  | 7.   | ???        | ?? | 18 |   |   |   |    |    |    |
|  | 8.   | ???        | ?? | 18 |   |   |   |    |    |    |
|  | 9.   | ???        | ?? | 18 |   |   |   |    |    |    |
|  | 10.  | ???        | ?? | 18 |   |   |   |    |    |    |

Legenda:

      Ammesso alle finali regionali.
      Retrocesso in Seconda Divisione.
Regolamento:

Due punti a vittoria, uno a pareggio, zero a sconfitta.
Pari merito in caso di pari punti e spareggi in caso di pari punti in zona promozione e retrocessione.

## Fase finale

### Girone A
- Ennio Passamonti
- Falco
- Falconarese

#### Classifica
|  | Pos. | Squadra          | Pt | G | V | N | P | GF | GS | DR  |
|  | ---- | ---------------- | -- | - | - | - | - | -- | -- | --- |
|  | 1.   | Falconarese      | ?? | 4 |   |   |   |    |    |     |
|  | 2.   | Ennio Passamonti | ?? | 4 |   |   |   |    |    |     |
|  | 3.   | Falco            | 0  | 4 | 0 | 0 | 4 | 2  | 15 | -13 |

Legenda:

      Ammesso alla finalissima.
Regolamento:

Due punti a vittoria, uno a pareggio, zero a sconfitta.
Pari merito in caso di pari punti e spareggi in caso di pari punti in zona promozione e retrocessione.

### Girone B
- Cuprense
- Elpidiense
- Osimana

#### Classifica
Legenda:

      Ammesso alla finalissima.
Regolamento:

Due punti a vittoria, uno a pareggio, zero a sconfitta.
Pari merito in caso di pari punti e spareggi in caso di pari punti in zona promozione e retrocessione.

### Finalissima
- Falconara campione marchigiano e promosso in Promozione 1950-1951.